# Vișina (Dâmbovița)
Pour les articles homonymes, voir Vișina.
Vișina est une commune du județ de Dâmbovița en Roumanie.